# خوليو كاسترو
خوليو كاسترو (بالإسبانية: Julio Castro del Rosario)‏ هو لاعب رماية إسباني، ولد في 27 ديسمبر 1879، وتوفي في القرن العشرين.

## وصلات خارجية
- خوليو كاسترو على موقع أوليمبيديا (الإنجليزية)